# Edgeworth Glacier
Edgeworth Glacier är en glaciär i Antarktis. Den ligger i Västantarktis. Argentina, Chile och Storbritannien gör anspråk på området. Edgeworth Glacier ligger 380 meter över havet.
Terrängen runt Edgeworth Glacier är varierad. Trakten är obefolkad. Det finns inga samhällen i närheten.